# Kapaster
Die Kapaster (Felicia amelloides, Syn.: Cineraria amelloides L.) ist eine Pflanzenart aus der Familie der Korbblütler (Asteraceae); sie trägt im deutschen Trivialnamen die Bezeichnung Aster, da ihre Blütenstände an die von Astern erinnern. 

## Beschreibung
Die Kapaster wächst als ausdauernde krautige Pflanze bis Halbstrauch und erreicht Wuchshöhen von bis zu 60 cm. Die gegenständigen Laubblätter sind einfach und ganzrandig.
Sie bildet zahlreiche endständige köpfchenförmige Blütenstände aus, die einen Durchmesser von etwa 3,0 bis 3,5 cm aufweisen, sich nachts nicht schließen und durch den Kontrast der himmel- bis lavendelblauen Zungenblüten (Strahlenblüten) und dem dottergelben Blüteninneren – Röhrenblüten – sehr attraktiv wirken. 
Sie bilden Achänen mit einem einreihigen Pappus.
Die Chromosomenzahl beträgt 2n = 18.

## Vorkommen
Die Kapaster ist in Südafrika heimisch, sie wächst an den Küsten der Provinzen Western Cape und Eastern Cape in Höhenlagen zwischen 0 und 1000 m.

## Nutzung
Die Kapaster benötigt viel Sonne und verträgt keine Staunässe. Kapastern sind nicht frosthart, als Garten- oder Balkonpflanze werden sie entweder als Einjährige gehalten oder im Haus überwintert. Im Frühjahr ist eine Vermehrung durch krautige Stecklinge möglich.